# Andreas Samland
Andreas Samland (* 1974 in Oelde, Westfalen) ist ein deutscher Filmemacher.
Nach der Schule arbeitete Samland in Darmstadt, Manchester und Hamburg als 3D-Künstler an der Entwicklung diverser Playstation- und Videospiele mit. Seit 1999 studiert Samland an der Deutschen Film- und Fernsehakademie Berlin. Er lebt und arbeitet in Berlin-Prenzlauer Berg.

## Filmografie
- 2000: Der neue Hit
- 2001: Red Gourmet Pellzik  (Drehbuch, Produktion, Schnitt, Regie)
- 2002: Tag 26 (Drehbuch, Schnitt, Regie)
- 2004: Der Blindgänger (Drehbuch+Regie)
- 2005: The Date (Produktion, Regie)
- 2006: GG 19 Artikel 3 (Episoden-Regie)

## Preise und Auszeichnungen
Für seine Filme gewann Samland zweimal den Preis für den besten Kurzfilm beim Brooklyn International Film Festival, 2003 mit dem Film Tag 26 und 2004 mit Der Blindgänger. 